# میرلو
میرلو (به هلندی: Mierlo) یک منطقهٔ مسکونی در هلند است که در خلدروپ-میرلو واقع شده‌است. میرلو ۱۸٫۰۹ کیلومتر مربع مساحت و ۹٬۹۲۰ نفر جمعیت دارد.